# 오족보
《오족보》(五族譜, 페르시아어: šuʿab-i panjgāna)는 몽골 제국을 구성하고 있던 훌라구 울루스에서 편찬된 몽골 제국의 계도집이다.
몽골 제국이 파악하고 있던 세계의 주요 다섯 종의 지역, （1）유대, （2）이슬람, （3）몽골, （4）유럽(프랑크), （5）중국(히타이)의 역사에서 역대 통치자들의 계보를 기록한 데서 「다섯 갈래의 흐름」 다시 말해 『오족보(다섯 개의 가지라고도)』라는 이름으로써, 스기야마 마사아키에 따르면 일본어로 번역될 때는 페르시아어 제목을 그대로 표기해 『슈와브 ・ 이 ・ 판쥬가나』라고도 표기된다.
마찬가지로 훌라구 울루스에서 편찬된 『집사』(集史)를 증보할 목적으로써 편찬된 기록물로, 『집사』와 함께 몽골 제국의 역사를 연구하는데 있어 중요한 사료로 간주되고 있다.

## 개요
원래 훌레구 울루스의 국가 사업으로써 편찬되었던 『집사』에는 본문 텍스트에 그치지 않고 많은 삽화 ・ 계도도 삽입되어 있었는데, 『오족보』는 『집사』에 수록되어 있던 계보도를 원사료로 하여 편찬된 기록물이다. 때문에 많은 부분에서 『오족보』는 『집사』의 정보 ・ 양식을 답습하고 있는데, 그 중에는 『집사』에는 보이지 않는 독자적인 정보도 포함되어 있다.
몽골 제국의 후계 국가의 하나인 티무르 조에서는 『오족보』를 증보하고 티무르의 가계를 추가한 계도집 『고귀계집』(高貴系譜)이 편찬되었다.

## 참고 문헌
- 赤坂恒明「『五族譜』と『集史』編纂」『史観』第130冊、1994年
- 赤坂恒明「『五族譜』モンゴル分支と『集史』の関係」『早稲田大学大学院文学研究科紀要』第41輯、1996年
- 赤坂恒明「『五族譜』モンゴル分支と『集史』諸写本」『アジア・アフリカ言語文化研究』55号、1998年
- 赤坂恒明「ペルシア語・チャガタイ語諸史料に見えるモンゴル王統系譜とロシア」小沢実・長縄宣博編著『北西ユーラシアの歴史空間』北海道大学出版会、2016年
- 志茂碩敏『モンゴル帝国史研究 正篇』東京大学出版会、2013年
- 杉山正明『世界の歴史〈9〉大モンゴルの時代』中公文庫、2008年（原載：1997年）
- 本田實信『モンゴル時代史研究』東京大学出版会、1991年